# Науково-дослідний інститут державного будівництва та місцевого самоврядування
Науково-дослідний інститут державного будівництва та місцевого самоврядування — державна науково-дослідна установа Національної академії правових наук України, що спеціалізується на проведенні комплексних фундаментальних і прикладних досліджень у сфері організації та реалізації державної влади, зокрема, конституційно-правових проблем державного будівництва, проблематики державного управління й адміністративного права, державно-правової конфліктології, правового регулювання функціонування місцевого самоврядування, реалізації прав і свобод людини і громадянина, європейського права та порівняльного правознавства, міжнародного права, правового регулювання відносин у сфері публічних фінансів; а також розробляє механізми впровадження відповідних досліджень у практику. Науково-дослідний інститут державного будівництва та місцевого самоврядування Національної академії правових наук України був створений відповідно до Постанови Кабінету Міністрів України № 959 від 14.06.2000 року.
З метою реалізації власних статутних завдань, Інститут:
- проводить наукові дослідження динаміки державно-правових відносин в Україні, формування та функціонування системи місцевого самоврядування;
- здійснює розробку і експертизу проектів законодавчих та інших правових актів, рекомендацій і пропозицій на замовлення органів державної влади і місцевого самоврядування;
- розробляє на договірних засадах проекти нормативно-правових актів, інших документів та механізми їх реалізації;
- надає консультаційні послуги з питань державного будівництва, забезпечення прав і свобод громадян та інтересів юридичних осіб;
- бере участь у підготовці фахівців за профілем своєї діяльності;
- узагальнює та розповсюджує інформацію про стан вирішення проблем державного будівництва і місцевого самоврядування в Україні та інших державах, їх співдружностях, союзах тощо;
- розвиває комплексну інформаційну базу з проблем державного будівництва і місцевого самоврядування з наступним наданням інформації клієнтам на договірній основі;
- координує наукові дослідження і розробки у сфері державного будівництва і місцевого самоврядування.

В структурі Інституту працюють наступні підрозділи:
- Відділ конституційно-правових проблем державного будівництва та місцевого самоврядування
  - Сектор муніципального права та місцевого самоврядування
  - Сектор порівняльного конституційного та муніципального права
  - Сектор конституційного та адміністративного права
- Відділ проблем теорії держави і права
  - Сектор порівняльного правознавства
  - Сектор теоретико-методологічних проблем організації державної влади
- Навчально-наукова лабораторія дослідження проблем правового статусу внутрішньо переміщених осіб та забезпечення гендерної рівності
- Навчально-наукова лабораторія дослідження проблем публічного адміністрування та децентралізації влади
- Навчально-наукова лабораторія дослідження проблем службового права
- Львівська лабораторія прав людини і громадянина
- Допоміжні відділи та служби

Науковий потенціал Інституту складають: 6 заслужених діячів науки і техніки України (Ю. П. Битяк, В. Д. Гончаренко, П. М. Рабинович, М. І. Панов, О. В. Петришин, С. Г. Серьогіна), 5 академіків НАПрН України (Ю. П. Битяк, В. Д. Гончаренко, М. І. Панов, О. В. Петришин, П. М. Рабинович), 5 членів-кореспондентів НАПрН України (Ю. Г. Барабаш, В. М. Гаращук, С. І. Максимов, Д. В. Лук'янов, С. Г. Серьогіна), 15 докторів юридичних наук (Ю. Г. Барабаш, Ю. П. Битяк, В. М. Гаращук, В. Д. Гончаренко, О. Р. Дашковська, Д. В. Лук'янов, Д. В. Лученко, П. М. Любченко, С. І. Максимов, М. І. Панов, О. В. Петришин, П. М. Рабинович, С. П. Рабинович, С. Г. Серьогіна, І. В. Яковюк), 1 доктор філософських наук (О. Г. Данильян), 1 доктор соціологічних наук (Л. М. Герасіна), близько 30 кандидатів наук
Збірник наукових праць «Державне будівництво та місцеве самоврядування» був заснований у 2001 році, а починаючи з 2002 року є науковим фаховим юридичним виданням, в якому можуть публікуватися результати дисертаційних робіт на здобуття наукових ступенів доктора і кандидата наук. Відповідні рішення були прийняті Вищою атестаційною комісією України (постанова від 14 квітня 2010 року) та Міністерством освіти і науки України (наказ від 9 березня 2016 року № 241).
Видання збірника наукових праць «Державне будівництво та місцеве самоврядування» здійснюється на підставі договору про спільну діяльність між Національною академією правових наук України та Науково-дослідним інститутом державного будівництва та місцевого самоврядування. Збірник зареєстрований в Міністерстві юстиції України як друкований засіб масової інформації (Свідоцтво про державну реєстрацію друкованого засобу масової інформації Серія КВ № 17470-6220 ПР від 18.11.2010 р.) та Міжнародному центрі періодичних видань (International Standard Serial Number) — ISSN 1993-0941. Він має повнотекстову мережеву версію в Інтернеті на платформах Національної бібліотеки України імені В. І. Вернадського, Національної академії наук України, індексується в Google Scholar.
Тематичну спрямованість збірника становлять актуальні проблеми юридичної науки доктринального та практико-прикладного характеру. Він видається з метою своєчасного та систематичного інформування наукової громадськості, практичних працівників органів державної влади і місцевого самоврядування з результатами наукових досліджень з актуальних питань удосконалення організації та функціонування органів державної влади в світлі здійснюваної конституційної реформи, державно-правової конфліктології, становлення місцевого самоврядування і діяльності місцевих рад, порівняльного правознавства з державно-правових проблем, правового статусу людини і громадянина та проблем його реалізації, правового регулювання управління економікою, фінансами та комунальною власністю.
Висвітлюючи широке коло проблем державно-правового розвитку та обговорюючи найважливіші питання удосконалення чинного законодавства і практики його застосування, збірник розрахований на вчених, викладачів, аспірантів, студентів і юристів-практиків. Широко подається у ньому рубрика молодого вченого.
Повний електронний архів збірника доступний на сайті НДІ.
Інститут, як профільна наукова установа з вивчення проблем організації та функціонування органів державної влади на місцях і органів місцевого самоврядування, плідно співпрацює з відповідними органами, переважно Харківського регіону.
При цьому значна увага традиційно приділяється:
- підготовці проектів нормативно-правових актів;
- експертизі проектів нормативно-правових актів за дорученням відповідних суб'єктів;
- участі у розробці i реалізації державних та місцевих програм;
- проведенню наукових експертиз;
- проведенню міжнародних, всеукраїнських i регіональних конференцій, семінарів, «круглих столів», громадських слухань та презентацій з метою поширення наукових результатів, втілення їх у практику діяльності органів влади й організацій;
- наданню науково-консультативної допомоги на запити зацікавлених суб'єктів, тощо.

На базі інституту функціонує аспірантура.
У 2001 р. в Інституті відповідно до Наказу Міністерства освіти і науки України № 346 від 26.04.2001 р. була відкрита аспірантура за спеціальністю 12.00.01 — теорія та історія держави і права; історія політичних і правових учень. Наказом Міністерства освіти і науки України № 874 від 31.12.2003 р. (п.2.2) в Інституті перереєстровано аспірантуру за спеціальністю 12.00.01.
З вересня 2001 р. між НДІ державного будівництва та місцевого самоврядування і Національним юридичним університетом імені Ярослава Мудрого укладено угоду про: прийом вступних іспитів до аспірантури з філософії та іноземної мови; здійснення навчання аспірантів з метою складання кандидатських іспитів з філософії, іноземної мови; проведення кандидатських іспитів з вказаних предметів; прийняття до захисту підготовлених аспірантами Інституту дисертацій на здобуття наукового ступеня кандидата юридичних наук (доктора філософії).
10.12.2015 р. Інститутом було укладено договір про створення спільного Науково-освітнього центру на базі Національного юридичного університету імені Ярослава Мудрого та Науково-дослідного інституту державного будівництва та місцевого самоврядування Національної академії правових наук України. 12.01.2016 р. укладено договір про наукове співробітництво у галузі підготовки фахівців вищої освіти між Національним юридичним університетом імені Ярослава Мудрого та Науково-дослідним інститутом державного будівництва та місцевого самоврядування Національної академії правових наук України. 
Інститут докладає зусиль щодо розширення форм спільної діяльності з іншими вищими навчальними закладами, науковими установами та суб'єктами господарювання приватної форми власності. Зокрема у лютому 2017 року Інститутом було укладено Договір про співпрацю з Дніпропетровським державним університетом внутрішніх справ, на підставі якого була створена спільна Навчально-наукова лабораторія дослідження проблем правового статусу внутрішньо переміщених осіб та забезпечення гендерної рівності.
У 2018 році Інститут отримав ліцензію на здійснення освітньої діяльності у сфері вищої освіти на третьому (Освітньо-науковому) рівні за спеціальністю 081 «Право» (наказ Міністерства освіти і науки України від 10.08.2018 р. № 1380-л).